# Theatrical
Theatrical (1982-2012) est un cheval de course pur-sang anglais, spécialiste des courses de plat.

## Carrière de courses
Le début de carrière de Theatrical ressemble à celui d'un prospect classique idéal : victoire dans un maiden automnal à 2 ans, retour victorieux l'année suivante dans une Listed puis succès dans la principale préparatoire irlandaise, le Derby Trial de Leopardstown. Mais dans le Derby, où il figure logiquement parmi les poulains les plus en vue, il cause une forte déception, terminant dans l'anonymat du peloton, loin derrière le vainqueur, Slip Anchor. Toutefois, il se rattrape dans l'Irish Derby en se classant deuxième de Law Society. À l'automne, rien ne va plus : le poulain échoue totalement dans les Phoenix  Champion Stakes puis dans la Breeders' Cup Turf, apanage de la championne anglaise Pebbles.
L'année de 4 ans de Theatrical présente un bilan mitigé : deux véritables échec, quatre accessits, mais aucune victoire. Après une rentrée manquée, il se classe deuxième du champion allemand Acatenango dans le Grosser Preis von Berlin, puis s'envole vers une campagne américaine. Après une pause infructueuse du côté de Chicago où il est inexistant dans l'Arlington Million, il prend la direction de la Californie et obtient trois trois podiums en trois courses : dans le Oak Tree Invitational derrière Estrapade, dans la Breeders' Cup Turf où il s'intercale entre le champion et futur Hall of Famer Manila, cheval de l'année 1986 sur le gazon, et ladite Estrapade, puis dans le Hollywood Turf Championship, où il finit dans un mouchoir de poche derrière deux autres Européens en exil, Alphabatim et Dahar. 
Finalement, Theatrical est peut-être davantage fait pour les courses américaines que pour les joutes européennes. Son propriétaire, lui-même américain, décide de laisser son cheval aux États-Unis, et de le confier à l'entraîneur-star Bill Mott. Désormais monté par Pat Day, Theatrical va donner sa pleine mesure dans les grands tournois de la côte Est, après un hiver achevé en Floride, avec à la clé un premier accessit perdu sur tapis vert dans un groupe 2 et un premier succès de groupe 1 dans la Hilaeah Turf Cup. Cinq autre suivront, dans cette année presque parfaite : le Bowling Green Handicap, le Sword Dancer Handicap et le Turf Classic à Belmont Park, les Man O'War Stakes à Aqueduct, et une troisième place dans l'Arlington Million, loin derrière Manila, qui se blesse et fait ses adieux ce jour-là. Sans Manila, la voie est libre pour le titre de cheval de l'année 1986 sur le gazon, et Theatrical ne va pas se priver de l'emprunter à la faveur d'un retour en Californie en fin d'année pour y disputer à nouveau la Breeders' Cup Turf. La troisième est la bonne : Theatrical devance les Français Trempolino (tout juste auréolé d'un Prix de l'Arc de Triomphe) et Village Star, et remporte son Eclipse Award en fin d'année.

### Résumé de carrière
| Date         | Hippodrome       | Pays        | Course                      | Statut      | Distance    | Jockey         | Place       | Écart        | Vainqueur ou deuxième |
| 1984, 2 ans  | 1984, 2 ans      | 1984, 2 ans | 1984, 2 ans                 | 1984, 2 ans | 1984, 2 ans | 1984, 2 ans    | 1984, 2 ans | 1984, 2 ans  | 1984, 2 ans           |
| ------------ | ---------------- | ----------- | --------------------------- | ----------- | ----------- | -------------- | ----------- | ------------ | --------------------- |
| 15 octobre   | Gowran Park      | Irlande     | Maiden                      |             | 1 700 m     | Michael Kinane | 1er / 16    | 1            | Pala Chief            |
| 1985, 3 ans  |                  |             |                             |             |             |                |             |              |                       |
| 27 avril     | Curragh          | Irlande     | Ballysax Stakes             | Listed      | 2 200 m     | Lester Piggott | 1er / 6     | 2            | Leading Counsel       |
| 11 mai       | Leopardstown     | Irlande     | Derby Trial Stakes          | Gr. 2       | 2 000 m     | Michael Kinane | 1er / 8     | 4            | Northern Plain        |
| 5 juin       | Epsom            | Royaume-Uni | Derby                       | Gr. 1       | 2 400 m     | Lester Piggott | 7e / 14     | 25           | Slip Anchor           |
| 24 juin      | Curragh          | Irlande     | Irish Derby                 | Gr. 1       | 2 400 m     | Michael Kinane | 2e / 13     | 1/2          | Law Society           |
| 8 septembre  | Phoenix Park     | Irlande     | Phoenix Champion Stakes     | Gr. 1       | 2 000 m     | Michael Kinane | 7e / 11     | 7 ½          | Commanche Run         |
| 2 novembre   | Aqueduct         | États-Unis  | Breeders' Cup Turf          | Gr. 1       | 2 400 m     | Lester Piggott | 11e / 14    | 7            | Pebbles               |
| 1986, 4 ans  |                  |             |                             |             |             |                |             |              |                       |
| 20 juin      | Ascot            | Royaume-Uni | Hardwicke Stakes            | Gr. 2       | 2 400 m     | Michael Kinane | 7e / 10     | 12           | Dihistan              |
| 27 juillet   | Düsseldorf       | Allemagne   | Grosser Preis von Berlin    | Gr. 1       | 2 400 m     | Michael Kinane | 2e / 8      | 2            | Acatenango            |
| 31 août      | Arlington Park   | États-Unis  | Arlington Million           | Gr. 1       | 2 000 m     | Steve Cauthen  | 10e / 14    | 11           | Estrapade             |
| 12 octobre   | Santa Anita Park | États-Unis  | Oak Tree Invitational       | Gr. 1       | 2 400 m     | Gary Stevens   | 2e / 10     | 2 ¼          | Estrapade             |
| 1er novembre | Santa Anita Park | États-Unis  | Breeders' Cup Turf          | Gr. 1       | 2 400 m     | Gary Stevens   | 2e / 9      | cte encolure | Manila                |
| 7 décembre   | Hollywood Park   | États-Unis  | Hollywood Turf Championship | Gr. 1       | 2 400 m     | Gary Stevens   | 3e / 8      | cte encolure | Alphabatim            |
| 1987, 5 ans  |                  |             |                             |             |             |                |             |              |                       |
| 31 janvier   | Hialeah Park     | États-Unis  | Bougainvillea Handicap      | Gr. 2       | 1 900 m     | Pat Day        | 14e / 14    | (2e rétr.)   | Akabir                |
| 21 février   | Hialeah Park     | États-Unis  | Hialeah Turf Cup            | Gr. 1       | 2 400 m     | Pat Day        | 1er / 8     | cte encolure | Long Mick             |
| 30 mai       | Belmont Park     | États-Unis  | Redsmith Handicap           | Gr. 2       | 2 000 m     | Pat Day        | 1er / 11    | 1 ¾          | Dance of Life         |
| 13 juin      | Belmont Park     | États-Unis  | Bowling Green Handicap      | Gr. 1       | 2 200 m     | Pat Day        | 1er / 10    | 1            | Akabir                |
| 1er août     | Belmont Park     | États-Unis  | Sword Dancer Handicap       | Gr. 1       | 2 400 m     | Pat Day        | 1er / 4     | Advance      | Dance of Life         |
| 6 septembre  | Arlington Park   | États-Unis  | Arlington Million           | Gr. 1       | 2 000 m     | Pat Day        | 3e / 8      | 4 ¾          | Manila                |
| 26 septembre | Belmont Park     | États-Unis  | Turf Classic Stakes         | Gr. 1       | 2 400 m     | Pat Day        | 1er / 6     | 3 ¾          | River Memories        |
| 24 octobre   | Aqueduct         | États-Unis  | Man O'War Stakes            | Gr. 1       | 2 200 m     | Pat Day        | 1er / 8     | 2 ¼          | The Glory             |
| 21 novembre  | Hollywood Park   | États-Unis  | Breeders' Cup Turf          | Gr. 1       | 2 400 m     | Pat Day        | 1er / 14    | 1/2          | Trempolino            |

## Au haras
Theatrical prend ses quartiers d'étalon à Hill 'n' Dale Farms, dans le Kentucky, et y réussit une brillante seconde carrière, au point d'intégrer le club des étalons à  100 000 dollars et plus, tarif qu'il atteint en 2001. Il est le père de 18 vainqueurs de groupe 1, parmi lesquels : 
- Royal Anthem : International Stakes, Washington, D.C. International
- Mrs Lindsay : Prix Vermeille, E.P. Taylor Stakes
- Winchester : Secretariat Stakes, Manhattan Handicap, Joe Hirsch Turf Classic Stakes, Sword Dancer Stakes.
- Hishi Amazon : Hanshin Juvenile Fillies, Queen Elizabeth II Cup, championne de sa génération au Japon à 3, 4 et 5 ans.
- Zagreb : Irish Derby
- Madeleine's Dream : Poule d'Essai des Pouliches
- Media Puzzle : Melbourne Cup

Bon père de mère, il a donné via ses filles Rail Link, Forever Together (Oaks) ou encore Together Forever (Fillies' Mile, et mère du champion City of Troy). 

## Origines
Theatrical est un fils du grand étalon Nureyev, le père de Miesque, Peintre Célèbre, Zilzal, Sonic Lady et autre Soviet Star. Il a pour frère l'excellent japonais Taiki Blizzard (par Seattle Slew), vainqueur du Yasuda Kinen et de l'Ōsaka Hai, deuxième de l'Arima Kinen et du Takarazuka Kinen. Leur mère Tree of Knowledge, fait à elle seule vivre le sang de Sassafrás, vainqueur surprise du fameux Prix de l'Arc de Triomphe 1970 face à Nijinsky, mais qui n'a pas tracé au haras. Elle n'a pas brillé en piste, mais fut une grande poulinière puisque, outre Theatrical et Taiki Blizzard, elle a donné la mère de Paradise Creek (par Irish River), lui aussi cheval de l'année sur le gazon aux États-Unis (en 1994), vainqueur de cinq groupe 1 (Hollywood Derby, Arlington Million, Washington, D.C. International, Manhattan Stakes, Turf Classic Stakes), deuxième de la Breeders' Cup Mile, des Secretariat Stakes et de la Japan Cup et troisième de la Breeders' Cup Turf. Tree of Knowledge est par ailleurs la soeur de la classique Irlandaise Lake Champlain (par King's Lake), deuxième des Irish 1000 Guineas, des Matron Stakes et des Pretty Polly Stakes. La deuxième mère, Sensibility, est quant à elle la soeur du champion italien Prince Royal (par Ribot), vainqueur du Prix de l'Arc de Triomphe 1964.

### Pedigree
| Origines de Theatrical (IRE), mâle bai né en 1982 | Origines de Theatrical (IRE), mâle bai né en 1982 | Origines de Theatrical (IRE), mâle bai né en 1982 | Origines de Theatrical (IRE), mâle bai né en 1982 |
| ------------------------------------------------- | ------------------------------------------------- | ------------------------------------------------- | ------------------------------------------------- |
| Père Nureyev 1977                                 | Northern Dancer 1961                              | Nearctic                                          | Nearco                                            |
| Père Nureyev 1977                                 | Northern Dancer 1961                              | Nearctic                                          | Lady Angela                                       |
| Père Nureyev 1977                                 | Northern Dancer 1961                              | Natalma                                           | Native Dancer                                     |
| Père Nureyev 1977                                 | Northern Dancer 1961                              | Natalma                                           | Almahmoud                                         |
| Père Nureyev 1977                                 | Special 1969                                      | Forli                                             | Aristophanes                                      |
| Père Nureyev 1977                                 | Special 1969                                      | Forli                                             | Trevisa                                           |
| Père Nureyev 1977                                 | Special 1969                                      | Thong                                             | Nantallah                                         |
| Père Nureyev 1977                                 | Special 1969                                      | Thong                                             | Rough Shod                                        |
| Mère Tree of Knowledge 1977                       | Sassafrás 1967                                    | Sheshoon                                          | Precipitation                                     |
| Mère Tree of Knowledge 1977                       | Sassafrás 1967                                    | Sheshoon                                          | Noorani                                           |
| Mère Tree of Knowledge 1977                       | Sassafrás 1967                                    | Ruta                                              | Ratification                                      |
| Mère Tree of Knowledge 1977                       | Sassafrás 1967                                    | Ruta                                              | Dame d'Atour                                      |
| Mère Tree of Knowledge 1977                       | Sensibility 1971                                  | Hail To Reason                                    | Turn-To                                           |
| Mère Tree of Knowledge 1977                       | Sensibility 1971                                  | Hail To Reason                                    | Nothirdchance                                     |
| Mère Tree of Knowledge 1977                       | Sensibility 1971                                  | Pange                                             | King's Bench                                      |
| Mère Tree of Knowledge 1977                       | Sensibility 1971                                  | Pange                                             | York Gala (famille 3-h)                           |